# نواه أوهايو
نواه أوهايو (بالهولندية: Noah Ohio)‏ هو لاعب كرة قدم هولندي، ولد في 16 يناير 2003 في ألمير في هولندا.

## وصلات خارجية
- نواه أوهايو على موقع قاعدة بيانات كرة القدم.إي يو (الإنجليزية)
- نواه أوهايو على موقع ليكيب (الفرنسية)
- نواه أوهايو على موقع Soccerway.com (الإنجليزية)
- نواه أوهايو على موقع عالم كرة القدم.نت (الإنجليزية)